# Foros imperiales

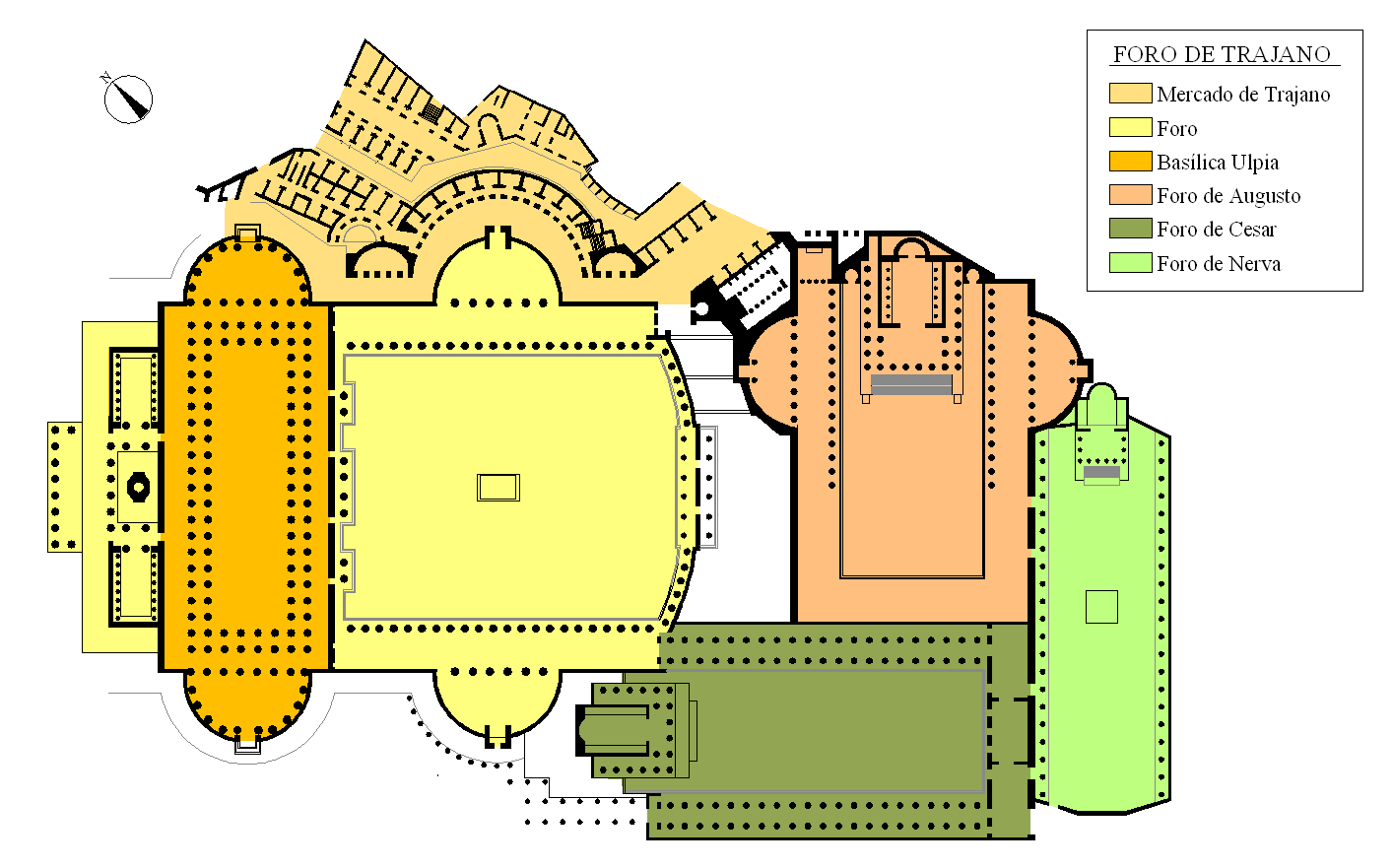
Planta de los distintos foros imperiales.

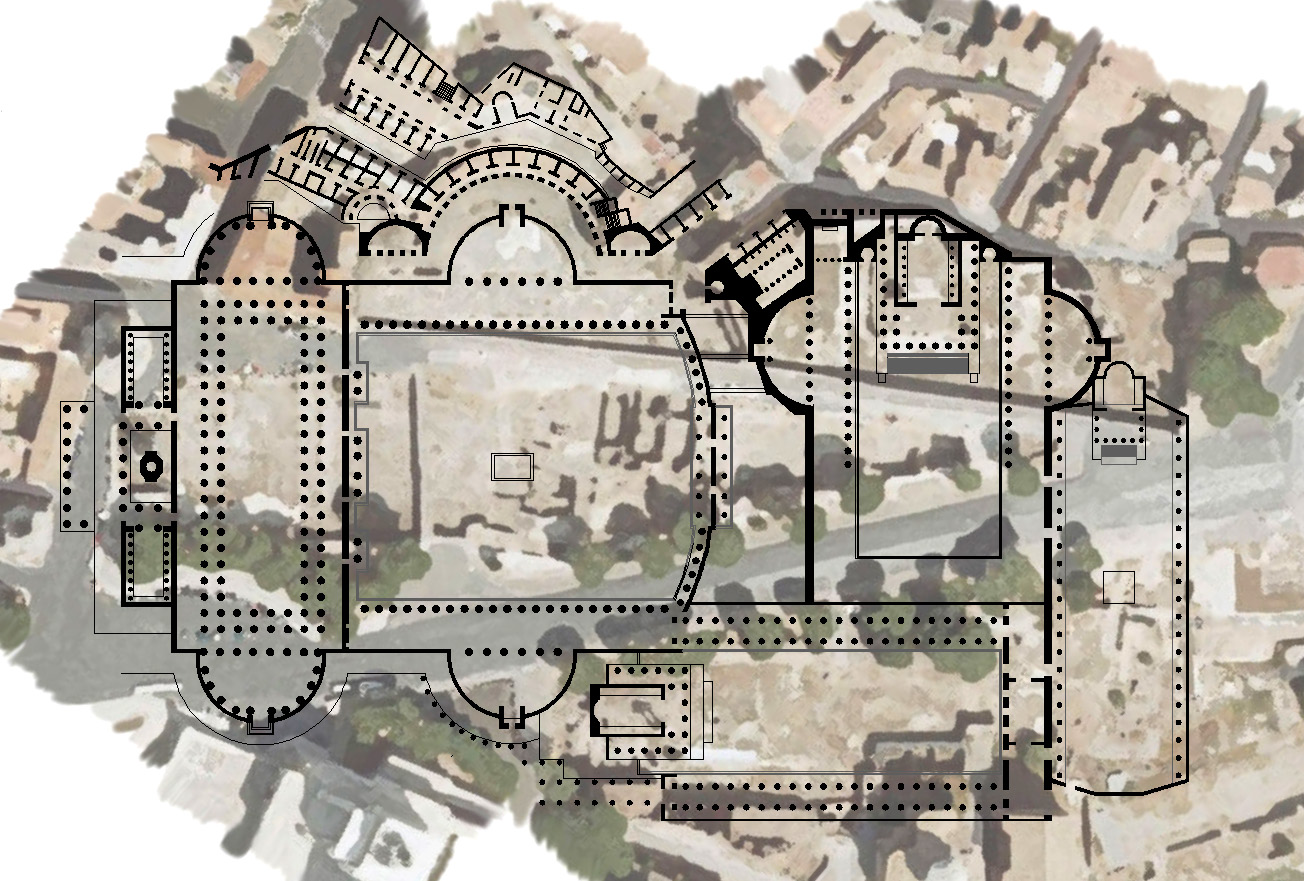
Superposición sobre la Roma actual.

Los foros imperiales (Fori Imperiali en italiano) son una sucesión de ampliaciones del foro romano realizadas durante el final de la época republicana y el principio de la época imperial. Diferentes emperadores erigieron sus propios foros hasta formar un vasto complejo en el centro de Roma.
El complejo consta de cuatro foros imperiales: Foro de César, Foro de Augusto, Foro de Nerva y Foro de Trajano, realizados debido a la creciente demanda de centros políticos y administrativos tanto para el estado como para la ciudad, y también por deseo de contar con centros representativos más solemnes.

## Foro de César (Forum Iulium)

Foro de César y Templo de Venus.

El primer mandatario que ordenó ampliar el antiguo centro de la ciudad con un nuevo foro fue Cayo Julio César en el año 54 a. C. Fue inaugurado en el año 46 a. C., aunque probablemente estaba aún incompleto y fue terminado posteriormente por Augusto.
La nueva construcción se edificó al pie del monte Capitolino, lindando con el antiguo centro. Así se formó el Forum Iulium. Se trata de un recinto rectangular como era habitual en las plazas públicas de Grecia. En tres lados había edificios porticados y en el último se hallaba un templo dedicado a Venus, ya que la familia de Julio César afirmaba ser descendiente de la diosa. En frente del templo situó una estatua de sí mismo montando a Bucéfalo.
La ubicación del foro de César junto a los centros de poder de la antigua Roma (el Foro y la Curia), así como los símbolos de autoridad (su comparación con Alejandro Magno, la relación con los dioses), tenían una clara función ideológica. La construcción de templos y palacios siempre ha sido utilizada a lo largo de la historia para escenificar la autoridad de reyes y estirpes para ocupar el poder.

## Foro de Augusto (Forum Augusti)

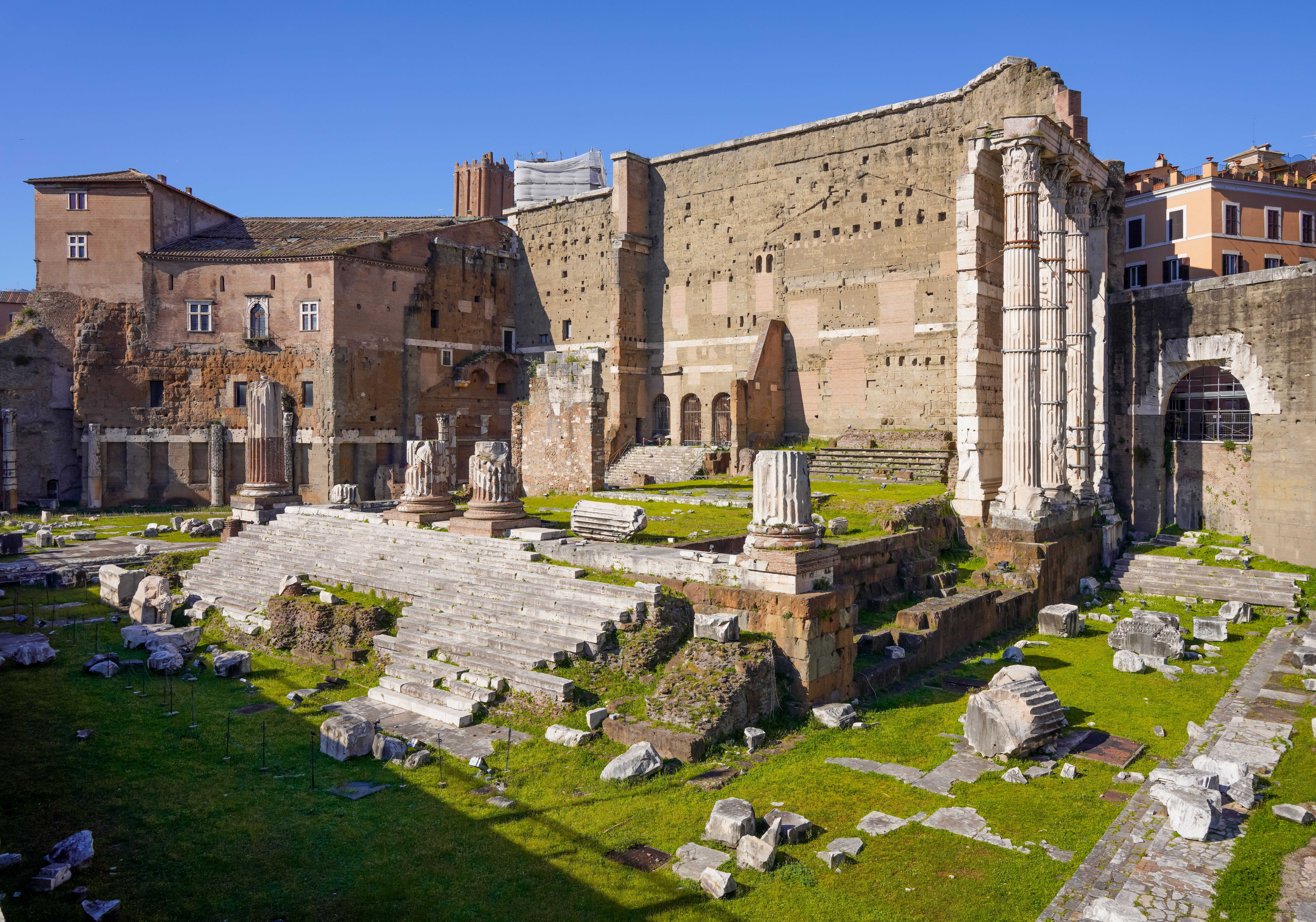
Foro de Augusto con el Templo de Marte.

En la batalla de Filipos en el 42 a. C., en la que Augusto y Marco Antonio vengaron la muerte de César, Augusto prometió construir un templo dedicado a Marte. El inconcluso foro de Cesar se inauguró en 2 a. C., tras habérsele añadido una segunda plaza monumental, el Forum Augusti.
El nuevo complejo era una enorme plaza ligeramente girada respecto a la de César. Estaba separada del barrio de Subura con un muro alto para protegerlo de los frecuentes incendios, ya que una gran parte de los edificios romanos estaban construidos en madera. Rodeaban la plaza grandes pórticos terminados en exedras.
La decoración de este nuevo foro reforzaba el mito de que Roma fue fundada por el mismo Marte a través de Rómulo y Remo.

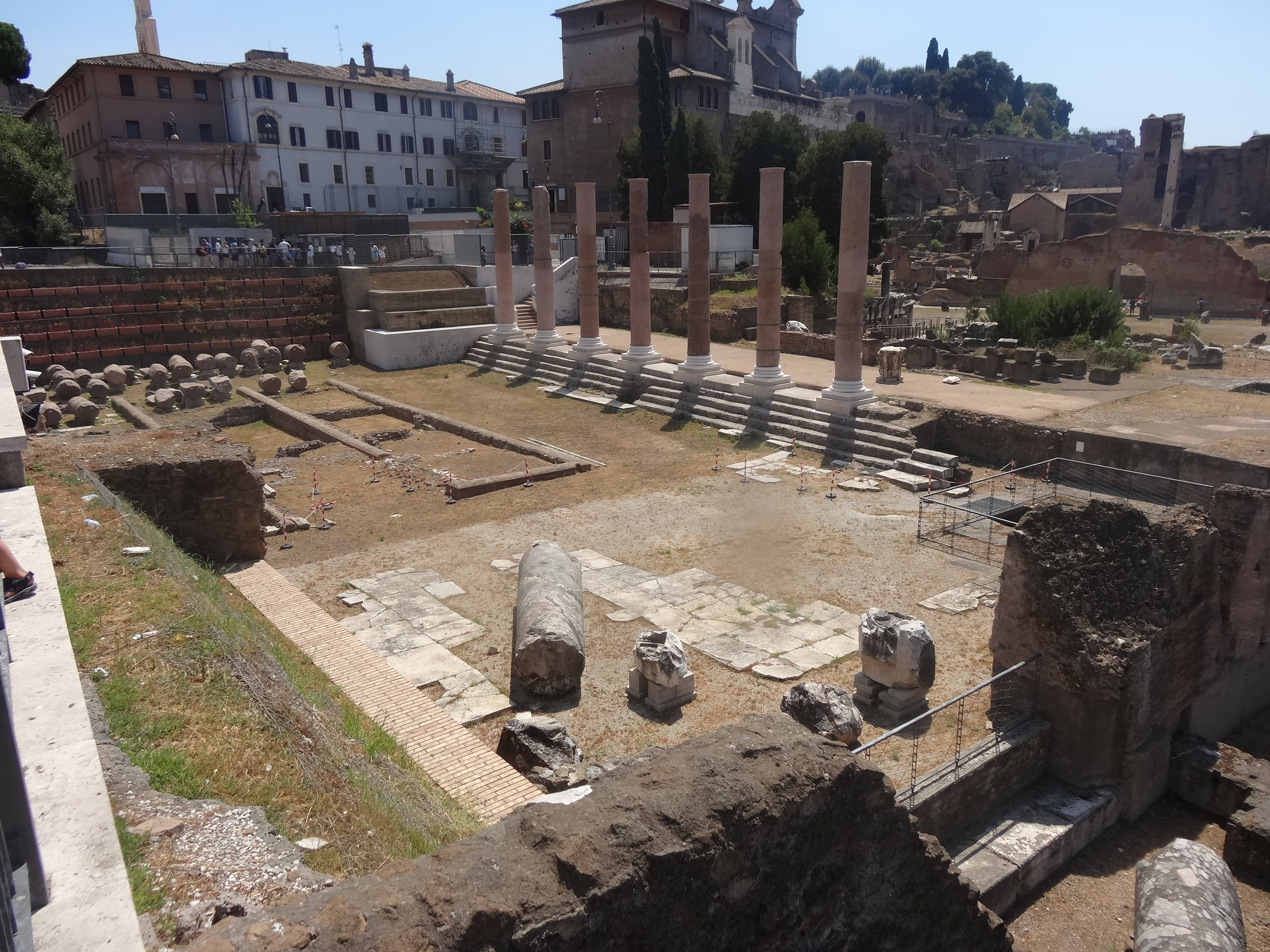
El Templo de la Paz.

## Templo de la Paz (Templum Pacis)
Del 71 al 74, Vespasiano hizo levantar cerca del Foro de Augusto el Templo de la Paz, donde se almacenaron las riquezas saqueadas tras la caída de Jerusalén. El edificio estaba ligeramente apartado de los foros anteriores, abierto hacia la colina Velia en dirección al Coliseo.
La plaza situada delante del templo no fue pavimentada, quedando como un jardín con estanques y estatuas. Además, no se conoce que el edificio tuviera ninguna función civil. Si este edificio se considera parte de los foros imperiales es por las actuaciones posteriores.

## Foro de Nerva (Forum Transitorium)

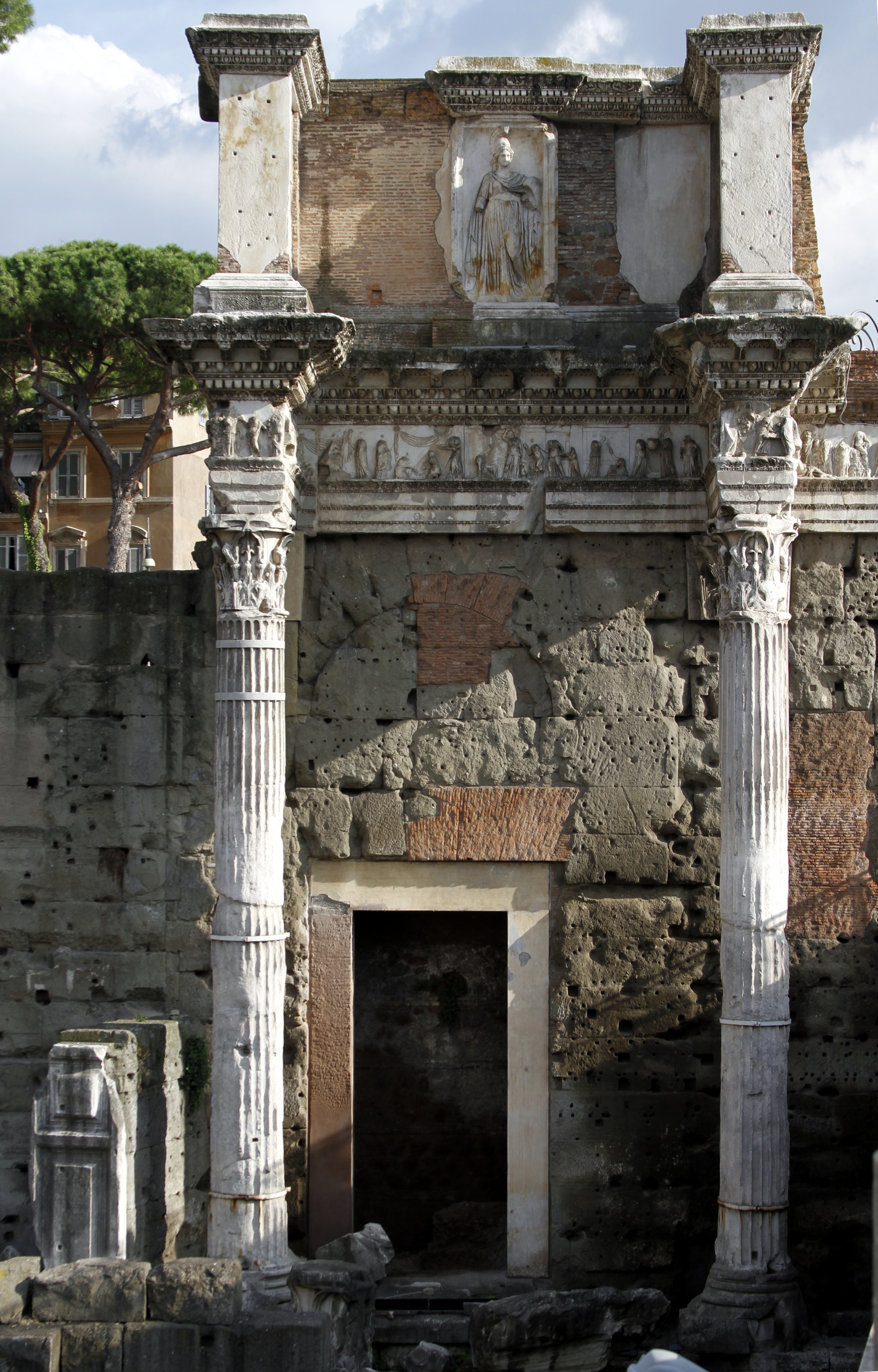
Las Colonnacce en el Foro de Nerva.

Domiciano decidió unificar el espacio situado entre el templo de la paz y los foros de César y Augusto (de ahí que se le llame transitorio). De este modo construyó un nuevo Foro monumental que conectaba todos los demás.
El espacio era irregular, ocupado en parte por una de las exedras del foro de Augusto y por la via dell'Argiletto. La decoración de los pórticos perimetrales está dedicada a la diosa Minerva. El nuevo foro unificó la entrada a todos los foros a través de una puerta monumental, el Porticus Absidatus.
A la muerte de Domiciano, el foro fue inaugurado por su sucesor Nerva, que le dio su propio nombre al foro.

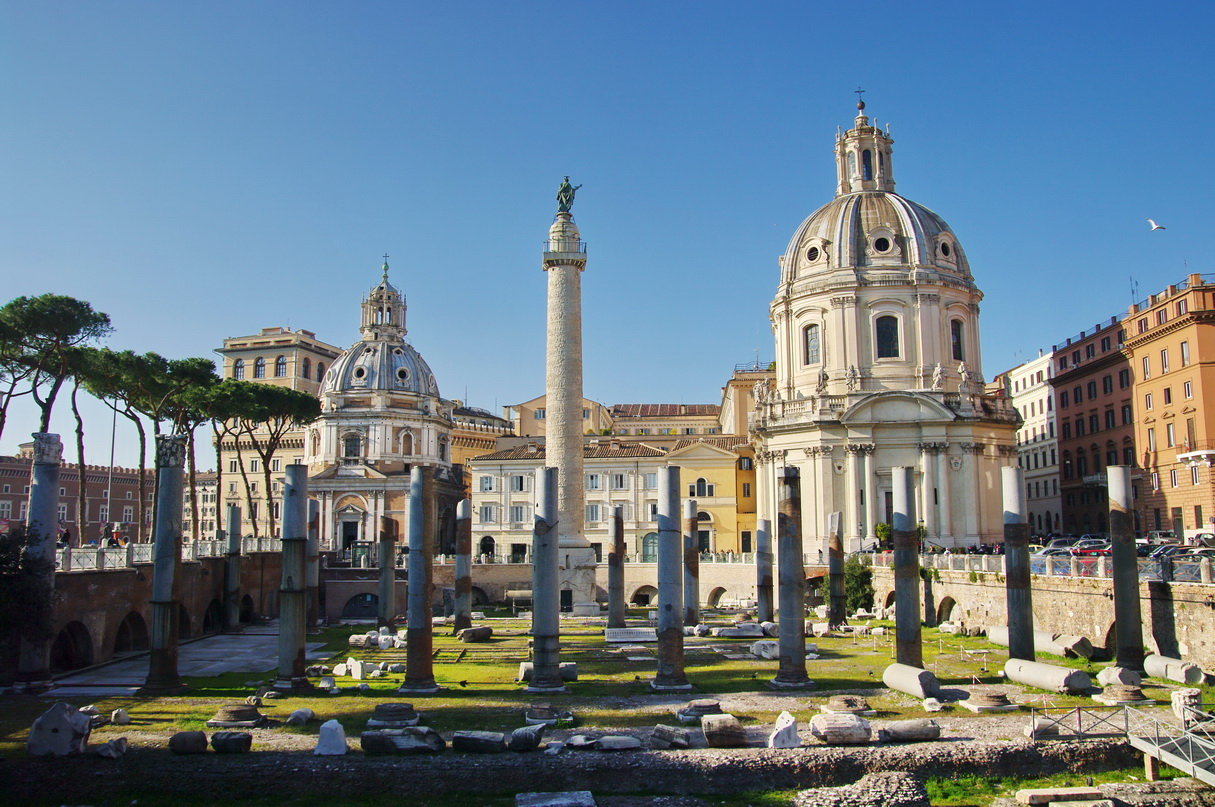
Foro y columna de Trajano.

## Foro de Trajano (Forum Traiani)
La ampliación más importante fue, sin embargo, realizada por Trajano para celebrar su victoria sobre los Dacios entre el 98 y el 105 d. C. Puesto que el espacio libre presente no era suficiente para los planes de este emperador se derrumbaron diversos edificios y monumentos. También era necesario un importante movimiento de tierra para eliminar la colina que conectaba el capitolio con la colina del Quirinal. Así se realizó un nexo entre la vieja ciudad y la nueva ciudad que había crecido en los Campos de Marte. 
El Foro de Trajano es el último y más impresionante de los foros imperiales. Su construcción en un tiempo relativamente breve fue posible gracias a la utilización de un nuevo material: el hormigón. Sólo las partes externas de los muros se realizaron en pierda maciza, mientras que los huecos se llenaron con cemento. Los edificios resultantes eran resistentes al paso del tiempo y de paso evitaban la propagación de los incendios en esta zona. En el Foro de Trajano se irguió también la Columna de Trajano, adornada con un relieve que celebra las victorias militares de este emperador.